# البشير (مجلة)
البشير مجلة كاثوليكية نشرها اليسوعيون في بيروت، بلبنان. وقد صدرت هذه المجلة ثلاث مرة كل ثلاث أسابيع من عام 1870 إلى عام 1947، ودعمت القضية الدينية الكاثوليكية في المنطقة العربية.

## التاريخ والملف الشخصي
أطلقها أمبرواز مونو، اليسوعي في بيروت تحت اسم (مجمع الفاتيكان - Concile du Vatican) في عام 1870 كمنشور أسبوعي باللغة العربية مكون من ثماني صفحات. وكان الهدف التأسيسي هو حماية مجمع الفاتيكان (1869-1870) من الانتقادات اللاذعة التي وجهتها له المجلات البروتستانتية (الإنجليون) التي نُشرت في بيروت. في عام 1871 أُعيد تسمية المجلة إلى البشير وأصبحت مجلة شاملة. في الفترة المبكرة كان المحرر هو الأب لويس شيخو الذي أسس فيما بعد وحرر مجلة يسوعية أخرى، المشرق. وكانت مجلة البشير من أنصار حزب اللامركزية.
وكان منافس البشير هو المقتطف، وكانت هناك مناقشات ساخنة متكررة بينهما حول مواضيع مختلفة. وقد جرت إحدى هذه المناقشات في عام 1883 عندما نشرت مجلة المقتطف مقالات حول وجهات النظر المتعلقة بالتطور التي صاغها تشارلز داروين. وجاءت أخطر الهجمات من رئيس تحرير مجلة البشير، وهو شيخو، الذي زعم أن أفكار داروين كانت سخيفة تمامًا. اتهمت البشير محرري مجلة المقتطف الذين كانوا بروتستانت بالإلحاد. استمرت اتهامات محرري ومساهمي مجلتين حتى عام 1884، وأصبحت الحادثة معروفة ليس فقط في المنطقة ولكن أيضًا في أوروبا. ولم تحل المشكلة في العام نفسه إلا بتدخل العثمانيين الذين طلبوا من المحررين عبر مديرية الشؤون الخارجية والنشر في بيروت التوقف عن تبادل الاتهامات إذا كانوا لا يريدون أن يخضعوا للحظر أو العقوبة. وبسبب هذا الحدث جزئيًا، تعرضت المجلة للرقابة من العثمانيين في القسطنطينية، حتى هدأت الأمور.
في عام 1888 حصلت المجلة على شهادة شرف وميدالية فضية من لجنة اليوبيل الروماني للبابا ليون الثالث عشر. وكان أحد المحررين هو اليسوعي والمستشرق البلجيكي هنري لامينز، وكان من بين المساهمين والمديرين في المجلة الكاتب العربي فيليب كوش. شغل لامينز هذا المنصب مرتين، لفترة وجيزة في عام 1894 ثم من عام 1900 إلى عام 1903.
توقفت مجلة البشير عن الصدور في عام 1914. ظهرت المجلة مرة أخرى في عام 1924 ونشرتها اليسوعية مرة أخرى تحت رئاسة تحرير لحد خاطر. وكان أحد منتقدي الحزب القومي الاجتماعي السوري بزعامة أنطون سعادة في أواخر ثلاثينيات القرن العشرين. بالنسبة للبشير، فكان تمويلها من الحزب السوري القومي الاجتماعي المُعتمد على إيطاليا وألمانيا حيث كانوا يحاولون محاربة بريطانيا وفرنسا في المنطقة. ظلت مجلة البشير متداولة حتى عام 1947 عندما أُغلقَت نهائيًا.